# Волохов, Зотик Андреевич
Зотик Андреевич Волохов (1896—1939) — советский деятель внутренней безопасности, капитан государственной безопасности (1938), депутат Верховного Совета РСФСР 1 созыва. Начальник УНКВД Карачаевской автономной области и Омской области.

## Биография
Родился в 1896 году в г. Аулие-Ата в семье приёмщика хлопка. Русский.
Окончил 4-классное начальное городское училище, в 1915 году учился в Петроградском сельскохозяйственно-гидротехническом училище, но не окончил его.
Работал регистратором-статистиком в земельном управлении города Скобелев, затем до марта 1917 года чертежник-копировщик в отделении землеустройства и земледелия в Петрограде.
В апреле-декабре 1917 года — учитель в Челябинской губернии, здесь вступил в партию — член ВКП(б) с ноября 1917 года.
В 1919 году — учитель сельской школы села Заварухино Челябинского уезда, затем писарь сельского управления села Щербакты Челябинского уезда.
С августа 1918 по июнь 1920 года — инструктор Челябинского губернского отдела народного образования.
Согласно официальной биографии (предвыборная статья в газете «Омская правда» за 9 и 14 июня 1938 года) — участник Гражданской войны — в 1918 году вступил добровольцем в красный отряд, рядовой, командир разведки Актюбинского красногвардейского отряда, бился с Дутовым, был арестован и сидел в колчаковской тюрьме.
Однако современными исследователями факт его активного участия в установлении Советской власти подвергается сомнению:

Он был выходцем из семьи, принадлежавшей при царе к среднему классу (отец работал кассиром, впоследствии приемщиком хлопка). Но это никак не отразилось на его образовании, которое ограничилось 4-классным обучением в городской школе. Хотя он в партию большевиков вступил в ноябре 1917 г., старался держаться вдали от районов боевых действий: все годы гражданской войны он пробыл в системе образования, затем перейдя в чиновники. В органы ВЧК перешел когда стихли бои и окончательно утвердилась советская власть.

### В органах НКВД
В органах ВЧК−ОГПУ−НКВД с 1920 года.
С 31.01.1936 — старший лейтенант государственной безопасности
С 15 июня по 11 декабря 1937 года — начальник УНКВД Карачаевской автономной области. С его именем связан самый пик репрессий там: в 1937 году из 299 осужденных «тройками» — расстреляны 218.
С декабря 1937 года по май 1938 года — заместитель начальника, а с 22 мая 1938 по 25 января 1939 года — начальник УНКВД Омской области.
С 24 января 1938 года — капитан государственной безопасности. В июне 1938 года избран депутатом Верховного Совета РСФСР 1 созыва.

### Арест и смерть
Арестован 25 января 1939 года. Умер под следствием.
Определением Верховного суда СССР от 29 декабря 1939 года дело прекращено по ст. 4 п. 1 УПК РСФСР «за смертью обвиняемого».
В реабилитации отказано в 1999 году.

## Награды
- Знак «Почётный работник ВЧК—ГПУ (XV)» (1932)
- Орден «Знак Почёта» (1937)
- Медаль «XX лет РККА» (1938)